# 청주 백족사 삼층석탑
청주 백족사 삼층석탑(淸原 白足寺 三層石塔)은 충청북도 청주시 상당구 백족산에 있는 백족사의 경내에 있는 고려 초기에 만들어진 것으로 추정되는 삼층석탑이다. 2007년 9월 7일 충청북도의 문화재자료로 지정되었다.

## 특징
백족산에 있는 백족사의 대웅전 옆 공터에 세워져 있으며 1940년대에 백족사 경내에서 발견되어 복원되었다. 높이 200cm, 초층 탑신 높이 31cm, 폭 41.5cm의 크기를 가지고 있으며 초층 탑신부는 파손되어 시멘트로 보강되었다. 자연 암반 위에 조성된 기단은 지대석으로 추정되는 판석 위에 탑신형의 중대석(中臺石)과 갑석(甲石)으로 이루어져 있다.
탑신석에는 귀기둥이 모각되어 있고 옥개석(屋蓋石)에는 4단의 층급받침과 낙수홈이 조각되었으며 낙수면은 경사가 완만하다. 3층 옥개석은 처마부분이 떨어져 나갔고 상륜부는 모두 결실되어 복원할 때 복발 등의 장식물을 모조하여 올려놓았다.